# Véra Korène
Pour les articles homonymes, voir Koretzky.
Véra Korène, nom de scène de Rebecca Vera Koretzky, est une actrice française d'origine juive russe, directrice de théâtre, née le 17 juillet 1901 à Bakhmout, en Ukraine  et morte le 20 novembre 1996 à Louveciennes.  

## Biographie
Véra Korène nait dans une famille juive, qui après la révolution russe, quitte l‘ Ukraine  pour Paris. 
Elle est admise au Conservatoire où elle a notamment pour professeur Firmin Gémier. Elle entre ensuite à la Comédie-Française dont elle devient sociétaire en 1936. Elle fait parallèlement une courte carrière au cinéma, interrompue par la Guerre. Dès juin 1940, elle quitte la France pour se réfugier au Brésil, puis au Canada, puis à New York où elle rencontre Louis Verneuil qui l'emmène à Hollywood. En vertu des lois de Vichy, elle est déchue de sa nationalité française par décret du 29 octobre 1940 et exclue de la Société des comédiens-français à partir du 1er novembre 1940. 
De retour en France en 1945, elle est réintégrée à la Comédie-Française et retrouve avec succès les planches, où en 1950 elle met en scène les Sincères de Marivaux. 
En 1952, au théâtre romain de Fourvière, elle adapte, met en scène et joue Le Martyre de saint Sébastien de Gabriele D'Annunzio et Debussy. D'où trois disques. 
En 1956, elle quitte le Français pour prendre la direction du théâtre de la Renaissance où elle monte notamment les Séquestrés d'Altona de Jean-Paul Sartre (1960) et Qui a peur de Virginia Woolf ? d’Edward Albee (1962).
En 1978, Véra Korène quitte le théâtre et met un terme à sa longue carrière artistique.
Elle est inhumée au cimetière parisien de Pantin, 86e division.

## Filmographie
- 1922 : Son excellence le Bouif de Louis Osmont
- 1933 : La Voix sans visage de Leo Mittler : Estelle
- 1934 : La Belle de nuit, de Louis Valray : Maryse / Maïthé
- 1935 : Les Bateliers de la Volga de Vladimir Strijevsky : Lydia Goreff
- 1935 : Deuxième Bureau de Pierre Billon : l'espionne Erna Flieder
- 1936 : L'Argent de Pierre Billon
- 1936 : Sept hommes, une femme : comtesse Lucie de Kéradec
- 1936 : Au service du tsar de Pierre Billon : Anna Raditsch, une terroriste qui doit assassiner le grand-duc
- 1937 : Tamara la complaisante : Tamara
- 1937 : La Danseuse rouge : Tania Golgorine
- 1937 : Double crime sur la ligne Maginot : Anna Bruchot
- 1938 : Café de Paris : Geneviève Lambert
- 1939 : La Brigade sauvage : Marie Kalitjeff

## Théâtre

### Hors Comédie-Française
- 1927 : L'Enlèvement de Paul Armont et Marcel Gerbidon, Théâtre de la Michodière
- 1929 : Circé d’André Pascal , Théâtre de la Renaissance
- 1929 : Le Collier  d'Erlanger, Théâtre des Mathurins
- 1930 : Matricule 33 d'Alex Madis et Robert Boucard, Théâtre Apollo

### Comédie-Française
- Entrée à la Comédie-Française en 1931
- Sociétaire de 1936 à 1955
- 392e sociétaire
- 1936 : Le Duel d'Henri Lavedan pièce en 3 actes, en prose, représenté pour la 1re fois à la Comédie-Française le 17 avril 1905
- 1951 : Amphitryon 38 de Jean Giraudoux, mise en scène Jean Vernier, Théâtre des Célestins
- 1951 : Andromaque, Phèdre de Racine, Théâtre des Célestins